# إريك ترنر
إريك ترنر (بالإنجليزية: Eric Turner)‏ وهو مغني و كاتب أغاني أمريكي ولد في يوم 1 نوفمبر 1977 في مدينة بوسطن في ولاية ماساتشوستس في الولايات المتحدة،و حاليا مستقر في السويد وهو قائد فرقة الروك ستريت فايتنغ مان، وهو غنى عدة أغاني مع تيني تيمباه ومع الدي جي أفتشي.

## روابط خارجية
- إريك ترنر على موقع ميوزك برينز (الإنجليزية)
- إريك ترنر على موقع ديسكوغز (الإنجليزية)